# Flabellum atlanticum
Espèce
Statut CITES
Flabellum atlanticum est une espèce de coraux appartenant à la famille des Flabellidae.